# 神明神社 (各務原市小佐野町)
神明神社（しんめいじんじゃ）は、岐阜県各務原市小佐野町に鎮座する神社。

## 概要
各務原市小佐野町（旧・各務郡小佐野村）の産土神である。
創建時期は不明だが、弘化4年（1847年）創建という。
臨済宗妙心寺派の寺院である普門寺の本堂及び観音堂が同一敷地内にある。

## 祭神
- 天照皇大御神

## 境内社
- 秋葉神社 - 1933年（昭和8年）創建[3]。